# Judgment Day: The John List Story
Judgment Day: The John List Story (1993) este un film de televiziune american regizat Bobby Roth. În rolurile principale interpretează actorii Robert Blake și Beverly D'Angelo. A fost nominalizat la Premiile Emmy în 1993.

## Distribuție
- Robert Blake este John List
- Beverly D'Angelo este Helen List
- David Caruso este Chief Bob Richland
- Carroll Baker este Alma List
- Melinda Dillon este Eleanor
- Alice Krige este Jean Syfert
- Roger Cross este Dennis

## Legături externe
- Judgment Day: The John List Story la Internet Movie Database
- http://www.cinemagia.ro/filme/judgment-day-the-john-list-story-237510/

Format:Bobby Roth